# Custer (Michigan)
Custer – wieś w Stanach Zjednoczonych, w stanie Michigan, w hrabstwie Mason.